# Mensagem de Ano Novo do Presidente da República

Foi Américo Thomaz o primeiro Presidente da República a transmitir pela televisão a sua mensagem de Ano Novo (na imagem, a mensagem de Ano Novo de 1965)

A mensagem de Ano Novo do Presidente da República (oficialmente, Mensagem de Ano Novo de Sua Excelência o Presidente da República) é um discurso proferido pelo Presidente da República Portuguesa no dia de Ano Novo, a partir do Palácio de Belém, e transmitido pela RTP desde a primeira emissão televisiva deste discurso, em 1959.
Durante a mensagem, o Presidente habitualmente faz o balanço do ano transato e formula os votos de um bom ano a todos os portugueses.
De modo semelhante, o Primeiro-Ministro tradicionalmente comunica uma mensagem de Natal aos portugueses.

## Mensagens

### Década de 1950
| Presidente     | Ano  | Notas                                                                      |
| -------------- | ---- | -------------------------------------------------------------------------- |
| Américo Thomaz | 1959 | Primeira mensagem presidencial de Ano Novo a ser difundida pela televisão. |

### Década de 1960
| Presidente     | Ano  | Notas |
| -------------- | ---- | --- |
| Américo Thomaz | 1960 | |
| Américo Thomaz | 1961 | É dado destaque às Comemorações Henriquinas (comemorações dos 500 anos sobre a morte do Infante D. Henrique), às visitas de Juscelino Kubitschek e Dwight Eisenhower, Presidentes do Brasil e dos Estados Unidos da América respectivamente, e à situação política internacional, referindo Américo Thomaz que "o mundo anda invisivelmente doente", "forças do mal infiltram-se em todos os continentes" e "a guerra só poderá ser evitada se o Ocidente firmemente preferir a garantia da sua força a promessas sem penhor que valha"; Américo Tomás considera que só a "união de todos os portugueses" poderá fazer face aos "ataques de que temos sido alvo". |
| Américo Thomaz | 1962 | |
| Américo Thomaz | 1963 | |
| Américo Thomaz | 1964 | |
| Américo Thomaz | 1965 | O Presidente da República faz referências à Guerra Fria, aos conflitos em África, à Guerra do Ultramar e faz o balanço das suas visitas oficiais efectuadas ao longo do ano de 1964. |
| Américo Thomaz | 1966 | |
| Américo Thomaz | 1967 | |
| Américo Thomaz | 1968 | Américo Thomaz discursa sobre o agravamento do mau ambiente internacional (os conflitos de 1966, o sonho imperialista da União Soviética com a presença naval no Mediterrâneo e a política no Norte de África, o encerramento do Canal do Suez ao tráfego marítimo internacional, resultante do conflito entre o mundo árabe e o mundo israelita), e do "retrocesso" ocorrido em 1967, a degradação dos costumes e o aparecimento da miséria moral dos povos, e a desorientação da Humanidade e da própria Igreja. Recorda os acontecimentos nacionais mais notáveis ocorridos em 1967: a trasladação dos restos mortais de D. Miguel I e sua consorte D. Adelaide de Löwenstein-Wertheim-Rosenberg, a consagração do dia 22 de Abril como Dia da Comunidade Luso-Brasileira no Brasil e em Portugal, a comemoração do Cinquentenário das Aparições de Fátima com a presença do Papa Paulo VI, entrada em vigor do novo Código Civil substituindo o que vigorava desde 1867. Enumera ainda as inaugurações a que presidiu (entre eles a Barragem do Caia; os estaleiros da Lisnave na Margueira, e o Hotel Algarve na Praia da Rocha), e destaca ainda o Plano de Fomento para 1968 e o empreendimento de Caborabassa. Conclui recordando o apelo do Papa para que o Dia de Ano Novo seja celebrado em todo o mundo como "Dia da Paz". |
| Américo Thomaz | 1969 | |

### Década de 1970
| Presidente     | Ano  | Notas |
| -------------- | ---- | --- |
| Américo Thomaz | 1970 | |
| Américo Thomaz | 1971 | |
| Américo Thomaz | 1972 | Américo Thomaz saúda os soldados que estão nas províncias ultramarinas portuguesas que "continuam velando pela integridade sagrada do chão português combatendo os terroristas", comenta aspectos relacionados com a "campanha anti-portuguesa". Destaca as influências negativas do comunismo na sociedade e afirma que tem esperança que "estes terríveis males poderão ainda ser debelados" e destaca a importância dos valores morais que todos tentam destruir. Critica a Organização das Nações Unidas (ONU), afirmando que esta se manteve "sem glória nem prestigio a condenar os membros que se limitam a defender-se dos ataque alheios e a ser inoperante, dominada por uma maioria imatura mas aguerrida (...) de que não consegue libertar-se e que a tornaram inútil", e reflecte sobre as responsabilidades e acção da Organização do Tratado do Atlântico Norte (NATO). Américo Tomás refere eventos a que assistiu e participou ao longo de 1971, mencionando o encontro entre os presidentes dos Estados Unidos da América (EUA) e França mediado por Marcelo Caetano, as visitas do vice-presidente dos EUA e do chanceler do Brasil e enumera as efemérides que irão ser celebradas em 1972. Faz ainda referência aos acidentes rodoviários registados em Portugal, ao último censo da população que "não correu satisfatoriamente", e a descida da criminalidade registada em Portugal. Américo Thomaz refere ainda o final do seu mandato presidencial previsto para Agosto de 1972, e faz um balanço geral sobre os anos em que exerceu o cargo, destacando a "manutenção da luta que sustentamos em África há mais de dez anos em defesa da integridade nacional e do bom ano da civilização ocidental" e saúda os mortos em combate, a situação da Índia Portuguesa "que continua usurpada por uma nação falsamente dita como pacifista", homenageia António de Oliveira Salazar, ex-presidente do Conselho de Ministros, falecido em julho de 1970 e felicita o povo português. |
| Américo Thomaz | 1973 | |
| Américo Thomaz | 1974 | Américo Thomaz analisa a situação política internacional, enquadrando e justificando a Guerra do Ultramar. |
| Costa Gomes    | 1975 | Costa Gomes disserta sobre a paz, na primeira mensagem de Ano Novo após a Revolução dos Cravos e o fim da Guerra Colonial. Faz um balanço político do ano que passou ("um risco ingrato, mas teremos que o fazer para traçar o rumo de 1975"), referindo "o jogo das forças políticas, a formação acelerada de uma opinião pública politizada, a pressão de classes e grupos à procura da sua dimensão válida". Faz um apelo final a que "sejamos sensatos e comedidos nos nossos anseios e exigências" e "eficientes e desmedidos nos trabalhos e esforços que nos couberem": falando das eleições constituintes marcadas para Abril desse ano, as "primeiras eleições autênticas", apela a que "procuremos desintoxicar-nos da propaganda autocrática do antigo regime, mas evitemos deslumbrar-nos com correntes de pensamento demagógicas do presente". |
| Costa Gomes    | 1976 | Pouco depois do golpe de 25 de Novembro de 1975, Costa Gomes afirmava as necessidades do país: "É necessário reflectir que a solidariedade internacional que procuramos para nos recompormos começa por construir-se dentro das nossas fronteiras", "As medidas de austeridade que são postas em prática têm de se entender dentro do contexto de crise que há muitos anos vinha exigindo", mas também para criar uma "sociedade que pretende respeitar o necessário e diminuir o supérfluo". |
| Ramalho Eanes  | 1977 | Ramalho Eanes aborda a conjuntura nacional e a importância do exercício da democracia em Portugal: "As instituições democráticas exercitam-se na democracia. Aos interesses demagógicos de alguns opõem-se as necessidades de todos. É aqueles que se afastam dos princípios democráticos não merecem nem a democracia, nem o respeito do povo, nem a ordem constitucional e terão de ser tratados como uns inimigos, sem tibieza e hesitações. Há que separar o trigo do joio, há que salvar a seara". Ramalho Eanes reflecte sobre a minoração da degradação da qualidade de vida através da reorganização do sistema produtivo e sobre como é essencial eliminar "os complexos africanos e pelo restabelecimento das relações de interesse mútuo e que salvaguardem os justos interesses da nação portuguesa". Ramalho Eanes refere a importância de reconstruir o país através do investimento na economia, poupança, ensino e no "reforço do prestígio e autoridade do Estado" e apela à união e ao consenso nacional, afirmando que "O programa que o futuro nos oferece está à vista: pelo trabalho sério de todos, construiremos uma sociedade justa." |
| Ramalho Eanes  | 1978 | |
| Ramalho Eanes  | 1979 | |

### Década de 1980
| Presidente    | Ano  | Notas |
| ------------- | ---- | --- |
| Ramalho Eanes | 1980 | |
| Ramalho Eanes | 1981 | |
| Ramalho Eanes | 1982 | |
| Ramalho Eanes | 1983 | |
| Ramalho Eanes | 1984 | |
| Ramalho Eanes | 1985 | |
| Ramalho Eanes | 1986 | |
| Mário Soares  | 1987 | |
| Mário Soares  | 1988 | |
| Mário Soares  | 1989 | Um dos discursos mais duros para o governo maioritário de Cavaco Silva (XI Governo Constitucional), lembrando que não podia haver uma "hegemonização da vida política por um só partido, ainda que com a legitimidade de ser maioritário. Não há democracia sem livre escolha, sem diversidade autêntica e sem pluripartidarismo vivo" |

### Década de 1990
| Presidente    | Ano  | Notas |
| ------------- | ---- | ----- |
| Mário Soares  | 1990 |       |
| Mário Soares  | 1991 |       |
| Mário Soares  | 1992 |       |
| Mário Soares  | 1993 |       |
| Mário Soares  | 1994 |       |
| Mário Soares  | 1995 |       |
| Mário Soares  | 1996 |       |
| Jorge Sampaio | 1997 |       |
| Jorge Sampaio | 1998 |       |
| Jorge Sampaio | 1999 |       |

### Década de 2000
| Presidente    | Ano  | Notas |
| ------------- | ---- | ----- |
| Jorge Sampaio | 2000 |       |
| Jorge Sampaio | 2001 |       |
| Jorge Sampaio | 2002 |       |
| Jorge Sampaio | 2003 |       |
| Jorge Sampaio | 2004 |       |
| Jorge Sampaio | 2005 |       |
| Jorge Sampaio | 2006 |       |
| Cavaco Silva  | 2007 |       |
| Cavaco Silva  | 2008 |       |
| Cavaco Silva  | 2009 |       |

### Década de 2010
| Presidente              | Ano  | Notas |
| ----------------------- | ---- | --- |
| Cavaco Silva            | 2010 | |
| Cavaco Silva            | 2011 | |
| Cavaco Silva            | 2012 | |
| Cavaco Silva            | 2013 | |
| Cavaco Silva            | 2014 | |
| Cavaco Silva            | 2015 | |
| Cavaco Silva            | 2016 | |
| Marcelo Rebelo de Sousa | 2017 | |
| Marcelo Rebelo de Sousa | 2018 | Quebrando a tradição por se encontrar a recuperar de uma cirurgia a uma hérnia umbilical, o Presidente da República, Marcelo Rebelo de Sousa, profere a habitual Mensagem de Ano Novo a partir de sua casa, em Cascais, e em directo. |
| Marcelo Rebelo de Sousa | 2019 | |

### Década de 2020
| Presidente              | Ano  | Notas |
| ----------------------- | ---- | ----- |
| Marcelo Rebelo de Sousa | 2020 |       |
| Marcelo Rebelo de Sousa | 2021 |       |
| Marcelo Rebelo de Sousa | 2022 |       |
| 2023                    |      |       |
| 2024                    |      |       |